# Zambrano Ridge
Zambrano Ridge ist ein Gebirgskamm auf Tonkin Island vor der Bowman-Küste des Grahamlands auf der Antarktischen Halbinsel. Er markiert in nord-südlicher Ausrichtung den östlichen Ausläufer der Insel.
Auf einer chilenischen Karte aus dem Jahr 1947, die auf den Ergebnissen der 1. Chilenischen Antarktisexpedition (1946–1947) basiert, ist Tonkin Island irrtümlich als zwei Inseln dargestellt, wobei die nördlichere als Isla Mateo de Toro Zambrano und die südlichere als Isla Riquelme bezeichnet wird. Das UK Antarctic Place-Names Committee übertrug den Namen der nördlicheren der beiden Inseln auf den hier beschriebenen Gebirgskamm. Namensgeber ist Mateo de Toro Zambrano y Ureta (1727–1811), letzter spanischer Gouverneur von Chile, der bis zu seinem Tod der Ersten Regierungsjunta in Chile vorstand.